# コンプライオアダイ
コンプライオアダイ (Comply or Die) は、アイルランドで生産され、イギリスで調教された競走馬である。2008年のグランドナショナルに優勝した。
初出走は2003年10月のナショナルハントフラット。この競走で勝利を収めると、4戦目のトリプルプリントハードル(G2)で重賞初優勝。続くチェルトナムフェスティバルの、ロイヤル&サンアライアンスハードル(G1)でも4着となる。
翌2004/05シーズンはチェイスに転向し、ライジングスターズチェイス(G2)に優勝。ロイヤル&サンアライアンスチェイス(G1)では単勝4倍の1番人気に支持されたが、一旦先頭に立ったものの直線入口で3番人気のトラボルガンに差され、2着に終わった。そしてシーズン終盤はスコティッシュグランドナショナル、ベットフレッドゴールドカップに出走したが、それぞれ途中棄権、6着に敗れた。
翌シーズン以降は長期休養もあり、なかなか勝てずにいたが、2007年12月のハンデキャップチェイスでクラウディレーンの2着に粘ると、続く33ハロンのハンデキャップチェイスを11ストーン12ポンド(75.3kg)のトップハンデで8馬身の差をつけて優勝した。
2008年のグランドナショナルは、最終登録の段階で過去最高となる99頭がエントリー。ハンデが10ストーン6ポンド(66.2kg)以下の馬は除外対象となった。その中で、10ストーン9ポンド(67.6kg)の斤量で出走したコンプライオアダイは最終的にクラウディレーンと並ぶ単勝8倍の1番人気となった。レースでは1周目は中段の外を5番手前後で進み、2周目からはほぼ先頭に並びかける。そして最終障害の飛越で先頭を走っていたスノーウィーモーニングをかわして先頭に立つと、最後は2着のキングジョンズキャッスルに4馬身差をつけて優勝した。勝時計は9分16秒6。出走馬40頭中15頭が完走した。調教師のデイビッド・パイプは開業2年目での初勝利、また父のマーチン・パイプは1994年のナショナルをミネホーマで制しており父子制覇となった。
2008/09シーズンは11月に復帰したが、初戦は途中棄権、2戦目も15頭立ての11着と不調であり、3月のウイリアムトロフィー(G3)では先行から粘り込みを図り、21頭立ての7着となったが、グランドナショナルでは11ストーン6ポンド(72.6kg)の斤量と、これまでの成績から単勝15倍の5番人気と前年より評価を落としていたが、レースでは昨年同様のレース運びから最終障害を越えて一時先頭に立った。しかし、直線手前で伏兵モンモムにかわされて12馬身差の2着となり、レッドラム以来となる2勝目をあげることはできなかった。